# Френк Амиот
Франсис Френк Амиот (енгл. Francis "Frank" Amyot; Торнхил, 14. септембар 1904 — Отава, 21. новембар 1962) - некадашњи канадски спринтер кануиста и кајакаш. Учествовао је на такмичењима у тридесетих година прошлог века. Учесник и победник на Летним олимпијским играма 1936.

## Биографија
Двадесетих година прошлог века обучавао се на кануу Кајакашког клуба Ридо у Отави. Немајући новца за куповину личног кануа, сам је направио чамац. Касније се прикључио Јахтинг клубу Британија. Од 1929. до 1935. освојио је шест националних првенстава у кануу једнојклеку на мирним водама.
Амиот је 18. јуна 1933. спасио рагбисте клуба „Ottawa Rough Riders”, Дејвида Спејга и Едија Бонда када им се на језеру Дешан преврнуо чамац..
На Летњим олимпијским играма 1936. у Берлину освојио је златну медаљу у дисциплини кану Ц-1 на 1.000 метара. Такмичио се и у дисциплини кајака К-1 на 1.000 метара где је био седми у групи, а последњи у коначном пласману.
Након напуштања такмичарског спорта, Амиот је радио у спортској администрацији, усмеривши своје интересовање на стварање канадског удружења кану клубова, водио је и финансирање канадских спортиста-олимпијаца.
Током Другог светског рата, Амиот је служио у Краљевској Канадској морнарици, у чину поручника. После рата до смрти радио је на Одсеку за ветеране.
За заслуге у спорту Амиот је 1949. године ушао у Канадску олимпијску кућу славних, а 1955. године - у Канадску спортску кући славних.
Године 1964. Јахтинг клуб Британија представио је Меморијал Френка Амиота трофеј награду за јуниоре на канадском првенству у кануу на мирним водама у сећању на Френка Амиота, који је целог живота био члан клуба, олимпијском победнику из 1936. и члану Канадске куће славних.
Од 2012. године, у згради јахтинг клуба „Британија” изложене су фотографије Френка Амиота и колекције његових трофеја.